# Ulukışla
Ulukışla est une ville et un district de la province de Niğde dans la région de l'Anatolie centrale en Turquie.